# لا کاکویل
لا کاکویل (به فرانسوی: La Coquille) یک کمون در فرانسه است که در Canton of Jumilhac-le-Grand واقع شده‌است.

## خصوصیات
لا کاکویل ۲۲٫۳۷ کیلومترمربع مساحت و ۱٬۳۷۷ نفر جمعیت دارد.